# 1997 في اليابان
فيما يلي قوائم الأحداث التي وقعت خلال عام 1997 في اليابان.

## رياضة
- 1 يناير – بطولة العالم لكرة اليد للرجال 1997
- 12 أكتوبر – جائزة اليابان الكبرى 1997 الفائز مايكل شوماخر.

## ظهور
- 1 يناير – دير أون جراي
- 1 يناير – فروتس

## أفلام
من الأفلام التي صدرت هذه السنة في اليابان:
- 1 يناير – المحقق كونان: العد التنازلي لناطحة السحاب من إخراج كينجي كوداما.
- 1 يناير – إيفانجيليون: الموت والبعث من إخراج هيدياكي أنو، كازويا تسوروماكي.
- 1 يناير – نهاية إيفانجيليون من إخراج هيدياكي أنو، كازويا تسوروماكي.
- 12 مايو – الانقليس من إخراج إيمامورا شوهيه.
- 3 سبتمبر – العاب نارية من إخراج تاكيشي كيتانو.
- 14 نوفمبر – ابن آوى من إخراج مايكل كايتون-جونز.

## برامج ومسلسلات وأنمي
- السيف القاطع

## مواليد

### يناير
- 1 يناير – كادزونا كوبوتا لاعب كرة قدم ياباني.
- 18 يناير – دايسوكي ساكاي لاعب كرة قدم ياباني.
- 27 يناير – كو إيتاكورا لاعب كرة قدم ياباني.
- 29 يناير – أساهي ماتسوياما لاعب كرة قدم ياباني.
- 29 يناير – يتسكي أراتا لاعب كرة قدم ياباني.

### فبراير
- 16 فبراير – يوتا ناكاياما لاعب كرة قدم ياباني.

### مارس
- 4 مارس – داوكو
- 9 مارس – ريكيتو إينوي لاعب كرة قدم ياباني.
- 16 مارس – شون ساتو لاعب كرة قدم ياباني.
- 18 مارس – ايبي واتانابي سبّاح ياباني.
- 26 مارس – كوجي مييوشي لاعب كرة قدم ياباني.

### أبريل
- 5 أبريل – كوكي سوغيموري لاعب كرة قدم ياباني.
- 7 أبريل – توموكي إيواتا لاعب كرة قدم ياباني.
- 9 أبريل – شوجو هاياشي لاعب كرة قدم ياباني.
- 10 أبريل – كوتا سايتو لاعب كرة قدم ياباني.
- 11 أبريل – ماساشي وادا لاعب كرة قدم ياباني.
- 14 أبريل – يويتشي ناجوناما لاعب كرة قدم ياباني.
- 18 أبريل – تايكي هيرادو لاعب كرة قدم ياباني.
- 20 أبريل – تاكويا كوياما لاعب كرة قدم ياباني.
- 21 أبريل – ديشون ريو ياماكاواإ لاعب كرة قدم ياباني.
- 24 أبريل – يوتا كاميا لاعب كرة قدم ياباني.
- 25 أبريل – تسوكاسا موريشيما لاعب كرة قدم ياباني.
- 26 أبريل – شوتا شيمورا لاعب كرة قدم ياباني.
- 27 أبريل – ساتوكي يويجو لاعب كرة قدم ياباني.

### مايو
- 2 مايو – دايكي ناما لاعب كرة قدم ياباني.
- 2 مايو – كوتا أوجينو لاعب كرة قدم ياباني.
- 8 مايو – ميزوكي إتشيمارو لاعب كرة قدم ياباني.
- 8 مايو – يويا ناكاساكا لاعب كرة قدم ياباني.
- 13 مايو – رين ياماموتو لاعب كرة قدم ياباني.
- 13 مايو – كازوكي إيهغاشير لاعب كرة قدم ياباني.
- 17 مايو - ساكورا مينامي مغنية وممثلة يابانية.
- 20 مايو – هارهيكو تاكيموتو لاعب كرة قدم ياباني.

### يونيو
- 12 يونيو – كينسي وكيتا لاعب كرة قدم ياباني.
- 13 يونيو – كوتا موري لاعب كرة قدم ياباني.
- 14 يونيو – تاكوم فوجيناما لاعب كرة قدم ياباني.
- 16 يونيو – كوسوكي سايتو لاعب كرة قدم ياباني.
- 20 يونيو – كييا يشيباشي لاعب كرة قدم ياباني.

### يوليو
- 9 يوليو – كينتو كاواتا لاعب كرة قدم ياباني.
- 10 يوليو – ريو هاتسوسي لاعب كرة قدم ياباني.
- 14 يوليو – يوكي كاكيتا لاعب كرة قدم ياباني.
- 16 يوليو – تاكيرو كيشيموتو لاعب كرة قدم ياباني.
- 27 يوليو – رينا تاكيدا
- 27 يوليو – هيروكي نودا لاعب كرة قدم ياباني.

### أغسطس
- 3 أغسطس – شو إينوي لاعب كرة قدم ياباني.
- 4 أغسطس – أكيتو تاكاغي لاعب كرة قدم ياباني.
- 5 أغسطس – تاكاهيرو ياناغي لاعب كرة قدم ياباني.
- 8 أغسطس – كوكي أوغاوا لاعب كرة قدم ياباني.
- 10 أغسطس – سارا تاكتسوكي
- 12 أغسطس – يوتا ميجيما لاعب كرة قدم ياباني.
- 25 أغسطس – كوكي ماتشيدا لاعب كرة قدم ياباني.

### سبتمبر
- 11 سبتمبر – هيرومو كور لاعب كرة قدم ياباني.
- 12 سبتمبر – شونسكي تاكيوتشي مؤدّي صوت ياباني.
- 20 سبتمبر – يوكي كاتو لاعب كرة قدم ياباني.
- 24 سبتمبر – تاتسوكي سوزوكي
- 29 سبتمبر – يوميري هاناموري مؤدّية صوت يابانية.

### أكتوبر
- 8 أكتوبر – تاكاهيرو كونموتو لاعب كرة قدم ياباني.
- 8 أكتوبر – هونويا شوجي لاعب كرة قدم ياباني.
- 20 أكتوبر – دايسين مايدا لاعب كرة قدم ياباني.
- 28 أكتوبر – سو فوجيتاني لاعب كرة قدم ياباني.

### نوفمبر
- 7 نوفمبر – هاياتو كوماتسو لاعب كرة قدم ياباني.
- 9 نوفمبر – ماسايا كوجيما لاعب كرة قدم ياباني.
- 10 نوفمبر – كازوناري إيتشيمي لاعب كرة قدم ياباني.
- 13 نوفمبر – جونيا هيغاشي لاعب كرة قدم ياباني.
- 14 نوفمبر – إيبوكي كيدو مؤدّية صوت يابانية.
- 22 نوفمبر – كيتا إندو لاعب كرة قدم ياباني.
- 27 نوفمبر – ماسايتو توكيتا لاعب كرة قدم ياباني.

### ديسمبر
- 2 ديسمبر – توشييا تاناكا
- 9 ديسمبر – جون أوكانو لاعب كرة قدم ياباني.
- 13 ديسمبر – تاكوما أومينامي لاعب كرة قدم ياباني.
- 25 ديسمبر – أيومو ناغوتو لاعب كرة قدم ياباني.

## وفيات

### يناير
- 6 يناير – تيشي ماتسومارو (مواليد 1909) لاعب كرة قدم ياباني.
- 30 يناير – جيرو ياماغيشي (مواليد 1912) لاعب كرة مضرب ياباني.

### يونيو
- 21 يونيو – شينتارو كاتسو (مواليد 1931)

### يوليو
- 26 يوليو – كونيهيكو كوديرا (مواليد 1915) رياضياتي ياباني.

### أكتوبر
- 4 أكتوبر – غانبي يوكوي (مواليد 1941)

### نوفمبر
- 10 نوفمبر – يوشيو موري (مواليد 1908) رسام ياباني.
- 28 نوفمبر – كين ميتسودا (مواليد 1902)

### ديسمبر
- 19 ديسمبر – ماسارو إيبوكا (مواليد 1908)
- 20 ديسمبر – جوزو إيتامي (مواليد 1933)